# إديث وندسور
إديث وندسور (بالإنجليزية: Edith Windsor)‏‏ (20 يونيو 1929 - 12 سبتمبر 2017)، هي ناشطة في مجال حقوق المثليين في الولايات المتحدة، ومديرة تقنية في شركة آي بي إم. يعود لها الفضل بتشريع زواج المثليين في الولايات المتحدة.

## زواج المثليين
قامت إديث برفع دعوى قضائية ضد القانون الفيدرالي، الذي يعرف الزواج على أنه بين رجل وامرأة فقط، وذلك بسبب عدم اعتراف القانون بأنها متزوجة من شريكتها. وقد قررت المحكمة العليا بعدم دستورية القانون المعارض لزواج المثليين في يونيو عام 2013. مما أدى لعدة أحكام أخرى أسقطت حظر زواج المثليين، وأدى إلى قرار المحكمة العليا عام 2015 لإعطاء الأزواج من نفس الجنس الحق في الزواج في جميع أنحاء الولايات المتحدة.

## وصلات خارجية
- EdieWindsor.com